# Éric Rau
Pour les articles homonymes, voir Rau.
Éric Rau né le 12 juillet 1906 à Saint-André-de-Lancize et mort le 25 février 1988 à Nice, est un docteur en droit à l'université de Paris et diplômé d'études supérieures de sciences économiques.
Il travaille comme professeur à la faculté de droit, section doctorat de Damas en Syrie. Il est également commandant de réserve de justice militaire.

## Ouvrages
Il a écrit :
- La vie juridique des indigènes des îles Wallis (Thèse de doctorat en droit, Université de Paris, 1935), une thèse, d'approche juridique positiviste, qui reste l'unique étude d'ensemble du statut civil personnel de droit local du dernier Territoire d'outre-mer du Pacifique.
- Institutions et coutumes canaques, (1944)
- Le juge et le sorcier Collection "vécu", Édition 1976 : Sorciers "mangeurs d'hommes", "hommes-panthères", "homme-caïmans", "homme-serpent"... Que peut un juge quand il est confronté, en Afrique, en Martinique, à Tahiti, à Madagascar, à des coutumes, à des rites d'une insoutenable atrocité ? Que peut le juge face au sorcier ? C'est un document de premier ordre. L'un de ceux qui, haletants comme une enquête policière, sont aussi une interrogation sur d'autres civilisations, leurs mystères et leurs pouvoirs.